# Persone di nome Jun
| Questa pagina contiene informazioni ricavate automaticamente dalle voci biografiche con l'ausilio del template Bio e di un bot. L'aggiornamento è periodico e automatico e ricostruisce completamente la pagina. Se manca una persona in questa lista, sei pregato di non aggiungerla, ma accertati piuttosto che la sua voce biografica contenga il template Bio e che i dati anagrafici siano correttamente compilati. Se il template Bio manca, inseriscilo tu stesso o, in alternativa, metti l'avviso {{tmp\|Bio}} che ne segnala la mancanza. Se i dati riportati sono sbagliati, correggi direttamente la voce biografica; le modifiche saranno visibili in questa lista entro pochi giorni. Per chiarimenti vedi il progetto biografie. La lista contiene solo le 68 persone che sono citate nell'enciclopedia e per le quali è stato implementato correttamente il template Bio. Pagina aggiornata al 21 lug 2023. |

Questa è una lista di persone presenti nell'enciclopedia che hanno il prenome Jun, suddivise per attività principale.

## Allenatori di calcio(1)
- Jun Suzuki, allenatore di calcio e ex calciatore giapponese (Watari, n.1967)

## Artisti(1)
- Cao Jun, artista e pittore cinese (Taizhou, n.1966)

## Artisti marziali(1)
- Yang Jun, artista marziale cinese (Taiyuan, n.1968)

## Astronome(1)
- Jun Chen, astronoma statunitense

## Attori(8)
- Jun Hamamura, attore giapponese (Fukuoka, n.1906 - Tokyo, † 1995)
- Hu Jun, attore cinese (Pechino, n.1968)
- Jun Kaname, attore giapponese (Mitoyo, n.1981)
- Jun Kunimura, attore giapponese (Kumamoto, n.1955)
- Jun Masuo, attore, modello e musicista giapponese (Tokyo, n.1986)
- Jun Matsumoto, attore e cantante giapponese (Toshima, n.1983)
- Jun Negami, attore giapponese (Tokyo, n.1923 - Shinjuku, † 2005)
- Jun Tazaki, attore giapponese (n.1910 - Tokyo, † 1985)

## Attrici(2)
- Jun Ichikawa, attrice e doppiatrice giapponese (Kumamoto, n.1982)
- Jun Matsumoto, attrice giapponese (Kanagawa, n.1959)

## Calciatori(13)
- Jun Amano, calciatore giapponese (Miura, n.1991)
- Jun Aoyama, ex calciatore giapponese (Sendai, n.1988)
- Bian Jun, ex calciatore cinese (Shanghai, n.1977)
- Jun Marques Davidson, ex calciatore giapponese (Tokyo, n.1983)
- Jun Ichimori, calciatore giapponese (Izumisano, n.1991)
- Jun Iwashita, ex calciatore giapponese (Prefettura di Shizuoka, n.1973)
- Jun Naitō, ex calciatore giapponese (Prefettura di Fukui, n.1970)
- Jun Nishikawa, calciatore giapponese (Kawasaki, n.2002)
- Shi Jun, ex calciatore cinese (Dalian, n.1982)
- Jun Suzuki, calciatore giapponese (Fukuoka, n.1989)
- Jun Tamano, ex calciatore giapponese (Tokyo, n.1984)
- Jun Uchida, ex calciatore giapponese (Hyogo, n.1977)
- Yang Jun, calciatore cinese (Tientsin, n.1981)

## Calciatrici(2)
- Jun Endō, calciatrice giapponese (Shirakawa, n.2000)
- Ma Jun, calciatrice cinese (Lianyungang, n.1989)

## Ceramisti(1)
- Jun Kaneko, ceramista giapponese (Nagoya, n.1942)

## Cestiste(3)
- He Jun, ex cestista cinese (Pechino, n.1969)
- Liu Jun, ex cestista cinese (n.1969)
- Wang Jun, ex cestista cinese (n.1963)

## Cestisti(1)
- Sun Jun, ex cestista cinese (Changchun, n.1969)

## Designer(1)
- Jun Takahashi, designer e stilista giapponese (Kiryū, n.1969)

## Dirigenti sportivi(1)
- Wang Jun, dirigente sportivo e ex calciatore cinese (Dalian, n.1963)

## Disc jockey(1)
- Nujabes, disc jockey, compositore e arrangiatore giapponese (Adachi, n.1974 - Shibuya, † 2010)

## Doppiatori(1)
- Jun Fukuyama, doppiatore e cantante giapponese (Hiroshima, n.1978)

## Fumettiste(2)
- Jun Mayuzuki, fumettista e artista giapponese (Yokohama, n.1983)
- Jun Mochizuki, fumettista giapponese

## Fumettisti(2)
- Jun Fudo, fumettista giapponese
- Jun Hayami, fumettista giapponese

## Giocatori di badminton(1)
- Zhang Jun, ex giocatore di badminton cinese (Suzhou, n.1977)

## Giocatori di calcio a 5(2)
- Liu Jun, ex giocatore di calcio a 5 e ex calciatore cinese (Shanghai, n.1970)
- Wang Jun, ex giocatore di calcio a 5 cinese (n.1963)

## Giocatrici di badminton(1)
- Gu Jun, ex giocatrice di badminton cinese (n.1975)

## Imprenditori(1)
- Lei Jun, imprenditore cinese (Xiantao, n.1969)

## Informatici(1)
- Jun Murai, informatico giapponese (Tokyo, n.1955)

## Ingegneri(1)
- Ma Jun, ingegnere cinese (Fufeng - † 265)

## Musicisti(1)
- Jun Miyake, musicista giapponese (Kyoto, n.1958)

## Nuotatori(1)
- Dai Jun, nuotatore cinese (n.1992)

## Pentatleti(1)
- Jun Woong-tae, pentatleta sudcoreano (Seul, n.1995)

## Politici(1)
- Zhuge Jun, politico cinese

## Registi(2)
- Jun Fukuda, regista giapponese (Manciuria, n.1923 - † 2000)
- Jun Kawagoe, regista giapponese (n.1957)

## Scacchiste(1)
- Xie Jun, scacchista e dirigente sportiva cinese (Baoding, n.1970)

## Scacchisti(2)
- Xu Jun, scacchista cinese (Suzhou, n.1962)
- Zhao Jun, scacchista cinese (Jinan, n.1986)

## Schermidori(2)
- Heo Jun, schermidore sudcoreano (Seul, n.1986)
- Zhu Jun, schermidore cinese (Gaoyou, n.1984)

## Schermitrici(1)
- Liang Jun, ex schermitrice cinese (n.1969)

## Scrittori(1)
- Jun Maeda, scrittore, compositore e fumettista giapponese (Prefettura di Mie, n.1975)

## Stilisti(1)
- Jun Ashida, stilista e imprenditore giapponese (Jeonju, n.1930 - † 2018)

## Taekwondoka(1)
- Jang Jun, taekwondoka sudcoreano (n.2000)

## Tennistavoliste(1)
- Gao Jun, ex tennistavolista cinese (n.1969)

## Tennistavolisti(1)
- Jun Mizutani, tennistavolista giapponese (Iwata, n.1989)

## Tennisti(2)
- Jun Kamiwazumi, ex tennista giapponese (Ishikawa, n.1947)
- Jun Kuki, ex tennista giapponese (Yokkaichi, n.1945)